# Aurorae Sinus

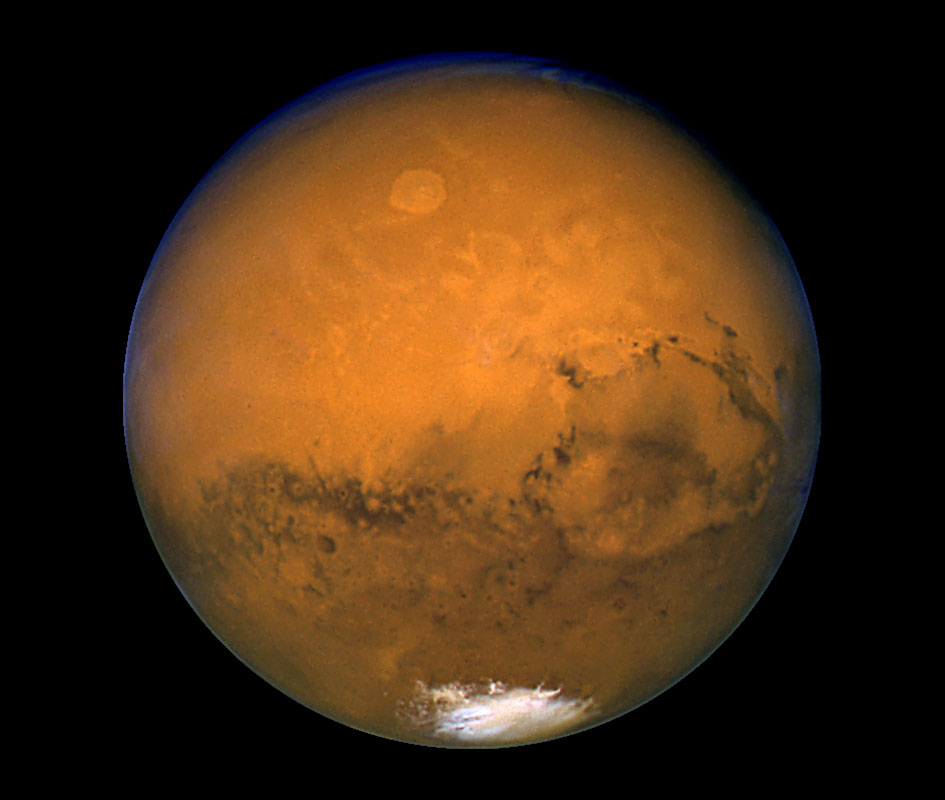
El "ojo de Marte", visible en el cuadrante inferior derecho de la imagen.

Aurorae Sinus es una pequeña área de la superficie marciana, situada en el hemisferio austral del planeta, caracterizada por su color netamente más oscuro respecto a los de la región circundante. Junto con otras formaciones geográficas adyacentes, Aonius Sinus y Solis Lacus, esta región obtiene el nombre, en la astronomía observativa, del "ojo de Marte".
Dicha región se encuentra centrada en las coordenadas 15,0° S, 50,0° W.